# Каракалпацька мова
Каракалпацька мова (Қарақалпақ тили, Qaraqalpaq tili) — мова каракалпаків, офіційна мова суверенної республіки Каракалпакстан.

## Класифікація
Каракалпацька мова входить у кипчакську підгрупу тюркських мов (татарська, башкирська, карачаєво-балкарська, караїмська, кримськотатарська, казахська, карагашська, ногайська). Разом з ногайською, казахською і карагашською мовами належить до кипчаксько-ногайської гілки. Лексично найближча до казахської мови, однак відрізняється від неї орфографічно та граматично. Деякі дослідники, як А. Самойлович, вважають північно-східний діалект каракалпацької діалектом казахської мови.
Як фінська, угорська і турецька, каракалпацька має сингармонізм, є аглютинативною і не має граматичного роду. Як правило, порядок слів слідує як підмет-додаток-дієслово.

## Географічне поширення
Каракалпацькою мовою в основному розмовляють у Каракалпакстані, Автономній Республіці Узбекистану. Етнічні каракалпаки, які живуть у вілоятах Узбекистану, як правило, спілкуються місцевими діалектами узбецької[джерело?]. Приблизно 2 000 чоловік в Афганістані розмовляють каракалпацькою і менш численна діаспора в Росії, Казахстані, Туреччині, також каракалпацькою розмовляють і в інших частинах світу. Деякі люди вважають каракалпацьку мову діалектом казахської мови; це нібито сталося через сталінську політику змішування етнічних груп у Центральній Азії, щоб вони не могли об'єднатися і повстати проти росіян (ще одним прикладом є велика узбецька меншина в Худжандському регіоні Таджикистану).

### Офіційний статус
Каракалпацька мова має офіційний статус в Автономній Республіці Каракалпакстан.

### Говори
Онлайн-довідник Ethnologue виділяє два говори в каракалпацькій мові: північно-східний і південно-західний. Німецький науковець Карл Генріх Менґес, що досліджував тюркські мови, у своїх працях згадував третій можливий говір, яким розмовляють у Ферганській долині. Південно-західний говір має букву č, яка в північно-східному відповідає букві š.

## Фонетика

### Голосні
Закон гармонії голосних в каракалпацькій виражений сильніше, ніж в інших тюркських мовах:
| Голосний | Може слідувати за: |
| -------- | ------------------ |
| a        | a, ɯ               |
| æ        | e, i               |
| e        | e, i               |
| i        | e, i               |
| o        | a, o, u, ɯ         |
| œ        | e, i, œ, y         |
| u        | a, o, u            |
| y        | e, œ, y            |
| ɯ        | a, ɯ               |

У запозиченнях з російської та інших мов сингармонізм дотримується не завжди.

### Приголосні
У каракалпацькій виділяють 25 приголосних фонем, з яких 4 (відзначені дужками) зустрічаються тільки в запозиченнях.
|          | Лабіальний | Лабіальний | Альвеолярний | Альвеолярний | Палатальний | Палатальний | Велярний | Велярний | Увулярний | Увулярний | Глотальний | Глотальний |
| -------- | ---------- | ---------- | ------------ | ------------ | ----------- | ----------- | -------- | -------- | --------- | --------- | ---------- | ---------- |
| Вибухові | p          | b          | t            | d            |             |             | k        | g        | q         |           |            |            |
| Африкат  |            |            | (ʦ)          |              | (ʧ)         |             |          |          |           |           |            |            |
| Спірант  | (f)        | (v)        | s            | z            | ʃ           | ʒ           | x        | ɣ        |           |           | h          |            |
| Носовий  | m          | m          | n            | n            |             |             | ŋ        | ŋ        |           |           |            |            |
| Тремтячі |            |            | r            | r            |             |             |          |          |           |           |            |            |
| Бічні    |            |            | l            | l            |             |             |          |          |           |           |            |            |
| Ковзаючі | w          | w          |              |              | == j ==     | == j ==     | == ==    | == ==    | == ==     | == ==     | == ==      | == ==      |

## Писемність
З 1924 по 1928 роки для запису каракалпацької мови використовувався арабський алфавіт. У період між 1928 і 1940 рр.. використовувалася латинська графіка, після чого було введено кирилицю. Після проголошення незалежності Узбекистану в 1991 р. було прийнято рішення про повернення до латиниці, і в наш час[коли?] в Каракалпакстані здійснюється поступовий перехід на цю графічну основу. Нижче наведено алфавіти з еквівалентними позначеннями МФА.

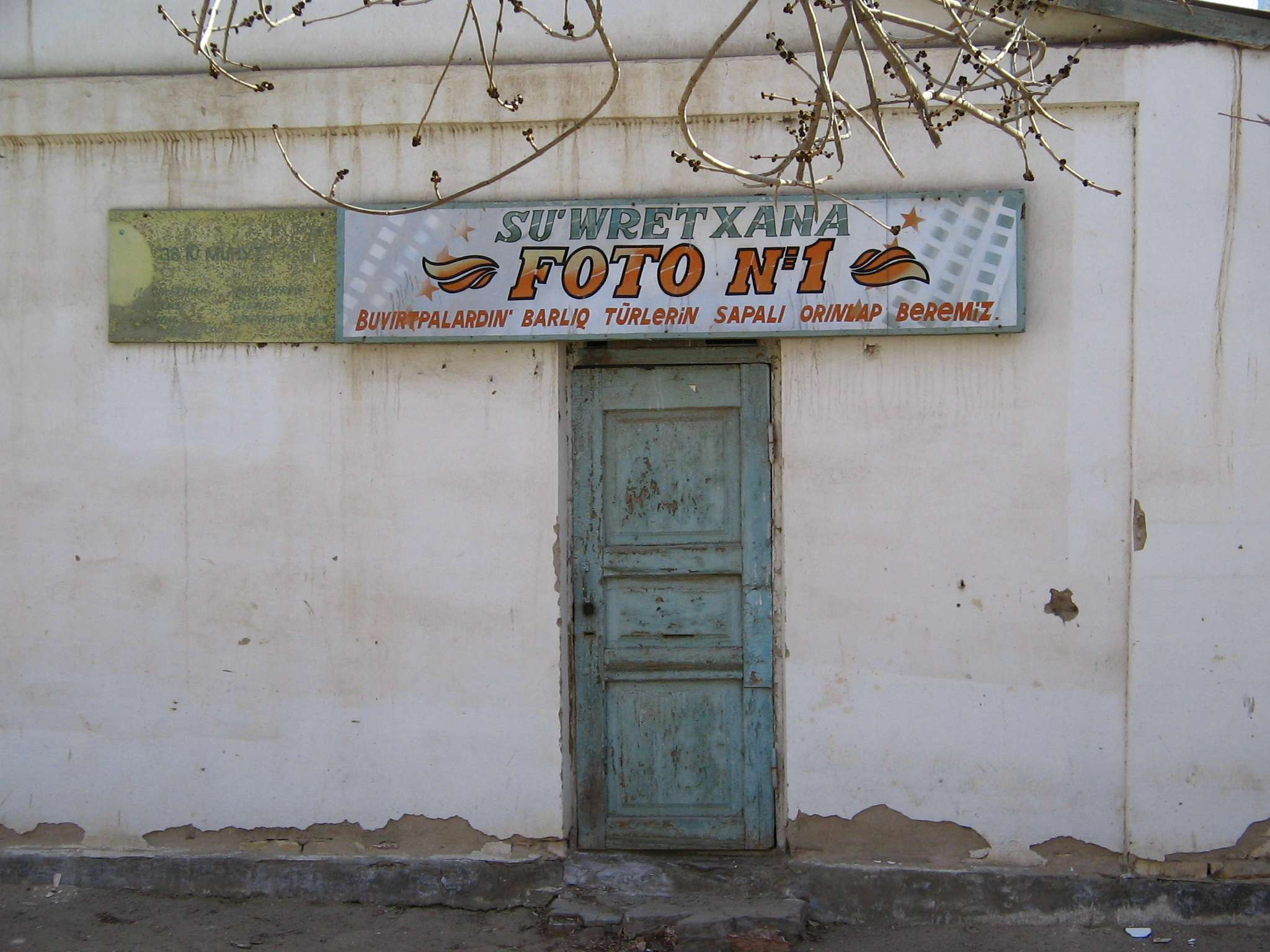
Вивіска фотосалону в Нукусі сучасною латиницею. 2006

| Арабський алфавіт | Латиниця 1928-1932 | Латиниця 1932-1938 | Латиниця 1938-1940 | Кирилиця | Сучасна латиниця | МФА |
| ----------------- | ------------------ | ------------------ | ------------------ | -------- | ---------------- | --- |
| ا                 | Aa                 | Aa                 | Aa                 | Аа       | Aa               | a   |
| ه                 | Әә                 | Әә                 | Әә                 | Әә       | Áá               | æ   |
| ب                 | Bb                 | Bb                 | Bb                 | Бб       | Bb               | b   |
|                   | Vv                 | Vv                 | Vv                 | Вв       | Vv               | v   |
| گ                 | Gg                 | Gg                 | Gg                 | Гг       | Gg               | g   |
| غ                 | Ƣƣ                 | Ƣƣ                 | Ƣƣ                 | Ғғ       | Ǵǵ               | ɣ   |
| د                 | Dd                 | Dd                 | Dd                 | Дд       | Dd               | d   |
| ه                 | Ee                 | Ee                 | Ee                 | Ее       | Ee               | e   |
|                   |                    |                    |                    | Ёё       | yo               | jo  |
| ج                 | Çç                 | Çç                 | Çç                 | Жж       | Jj               | ʒ   |
| ز                 | Zz                 | Zz                 | Zz                 | Зз       | Zz               | z   |
| ى                 | Ii                 | Ii                 | Jj                 | Ии       | Ii               | i   |
| ي                 | Jj                 | Jj                 | Ii                 | Йй       | Yy               | j   |
| ک                 | Kk                 | Kk                 | Kk                 | Кк       | Kk               | k   |
| ق                 | Qq                 | Qq                 | Qq                 | Ққ       | Qq               | q   |
| ل                 | Ll                 | Ll                 | Ll                 | Лл       | Ll               | l   |
| م                 | Mm                 | Mm                 | Mm                 | Мм       | Mm               | m   |
| ن                 | Nn                 | Nn                 | Nn                 | Нн       | Nn               | n   |
| ڭ                 | N̡n̡                 | N̡n̡                 | N̡n̡                 | Ңң       | Ńń               | ŋ   |
| و                 | OO                 | Oo                 | Oo                 | Оо       | Oo               | o   |
|                   | Өө                 | Өө                 | Өө                 | Өө       | Óó               | œ   |
| پ                 | Pp                 | Pp                 | Pp                 | Пп       | Pp               | p   |
| ر                 | Rr                 | Rr                 | Rr                 | Рр       | Rr               | r   |
| س                 | Ss                 | Ss                 | Ss                 | Сс       | Ss               | s   |
| ت                 | Tt                 | Tt                 | Tt                 | Тт       | Tt               | t   |
| ۇ                 | Uu                 | Uu                 | Ŭŭ                 | Уу       | Uu               | u   |
|                   | Yy                 | Yy                 | Yy                 | Үү       | Úú               | y   |
| ۋ                 | Vv                 | Vv                 | Uu                 | Ўў       | Ww               | w   |
| ف                 | Ff                 | Ff                 | Ff                 | Фф       | Ff               | f   |
| خ                 | Xx                 | Xx                 | Xx                 | Хх       | Xx               | x   |
| ھ                 | Hh                 | Hh                 | Hh                 | Ҳҳ       | Hh               | h   |
|                   | Ss                 | Ss                 | Tsts               | Цц       | Cc               | ʦ   |
| چ                 | Cc                 | Şş                 | Şş                 | Чч       | ch               | ʧ   |
| ش                 | Şş                 | Şş                 | Şş                 | Шш       | SHsh             | ʃ   |
|                   | Şş                 | Şş                 | Şş                 | Щщ       | sh               | ʃ   |
|                   | j                  | j                  | i                  | Ъъ       |                  |     |
| ى                 | Ьь                 | Ьь                 | Ьь                 | Ыы       | Íı               | ɯ   |
|                   |                    |                    |                    | Ьь       |                  |     |
|                   | Ee                 | Ee                 | Ee                 | Ээ       | Ee               | e   |
|                   |                    |                    |                    | Юю       | yu               | ju  |
|                   |                    |                    |                    | Яя       | ya               | ja  |